# U Doradus
U Doradus är en pulserande variabel av Mira Ceti-typ i stjärnbilden Svärdfisken.
Stjärnan varierar mellan visuell magnitud +8,2 och 14,2 med en period av 394,4 dygn.